# Список полных кавалеров ордена Трудовой Славы/Х
В настоящем списке представлены в алфавитном порядке полные кавалеры ордена Трудовой Славы, чьи фамилии начинаются с буквы «Х». Список содержит информацию о датах Указов о присвоении звания, профессии награждённых, дате рождения и дате смерти. В настоящее время список не является завершённым и нуждается в дополнениях и уточнениях.
| №  | Фамилия, имя, отчество         | Даты жизни              | Профессия | Дата Указа и номер ордена                                                 | ГС        |
| -- | ------------------------------ | ----------------------- | --- | ------------------------------------------------------------------------- | --------- |
| 1  | Хавро, Иван Семёнович          | род. 1930               | Токарь Киевского опытно-экспериментального завода геофизического приборостроения объединения «Укргеофизика» Министерства геологии Украинской ССР                                                                         | 3 ст. 22.04.1975 № 55517 2 ст. 30.06.1981 № 15693 1 ст. 29.04.1986 № 234  |           |
| 2  | Хадаев, Ахурбек Хасанович      | 05.09.1931 — 18.07.2013 | Механизатор колхоза имени Калинина Ирафского района Северо-Осетинской АССР | 3 ст. 23.12.1976 № 233202 2 ст. 13.03.1981 № 9999 1 ст. 29.08.1986 № 545  | [ ГС 1 ]  |
| 3  | Ханова, Разифа Салиховна       | 15.12.1948 — 07.09.2015 | Доярка Иванаевской молочно-товарной фермы колхоза имени Карла Маркса Дюртюлинского района Башкирской АССР | 3 ст. 14.02.1975 № 29943 2 ст. 16.12.1980 № 4183 1 ст. 29.08.1986 № 539   | [ ГС 2 ]  |
| 4  | Хачиров, Магомет Ильясович     | 05.03.1929 — 10.08.2007 | Тракторист молочно-овощного совхоза «Эльтаркач» Усть-Джегутинского района Карачаево-Черкесской ССР | 3 ст. 23.12.1976 № 167243 2 ст. 12.03.1982 № 1027 1 ст. 03.12.1991 № 959  | [ ГС 3 ]  |
| 5  | Хворостянова, Раиса Васильевна | 11.04.1939 — 27.07.2009 | Оператор по добыче нефти и газа газопромыслового управления № 1 Уренгойского производственного объединения по добыче газа имени С. А. Оруджева Министерства газовой промышленности СССР, Ямало-Ненецкий автономный округ | 3 ст. 20.02.1975 № 123352 2 ст. 16.05.1980 № 4810 1 ст. 15.05.1985 № 132  |           |
| 6  | Хейликов, Юрий Андреевич       | 15.01.1941 — 15.06.2012 | Тракторист совхоза «Колос» Калачеевского района Воронежской области | 3 ст. 23.12.1976 № 169432 2 ст. 06.06.1984 № 10127 1 ст. 06.08.1990 № 732 | [ ГС 4 ]  |
| 7  | Хлыдчи, Василий Иванович       | 10.10.1931 — 11.07.2019 | Тракторист-машинист колхоза «Победа» Куйбышевского района Запорожской области | 3 ст. 14.02.1975 № 8055 2 ст. 04.03.1982 № 16985 1 ст. 04.04.1990 № 707   | [ ГС 5 ]  |
| 8  | Хмель, Валентина Петровна      | род. 1939               | Бригадир отделочников строительно-монтажного управления № 5 Ангарского управления строительства Министерства среднего машиностроения СССР, Иркутская область                                                             | 3 ст. 27.03.1976 № 242274 2 ст. 10.03.1981 № 20019 1 ст. 04.07.1984 № 92  | [ ГС 6 ]  |
| 9  | Холостых, Николай Михайлович   | род. 14.08.1946         | Забойщик шахты имени Дзержинского производственного объединения «Дзержинскуголь» Министерства угольной промышленности Украинской ССР, Донецкая область                                                                   | 3 ст. 02.03.1981 № 487178 2 ст. 27.08.1982 № 16562 1 ст. 29.04.1986 № 263 | [ ГС 7 ]  |
| 10 | Хомичева, Антонина Георгиевна  | род. 26.05.1947         | Швея-мотористка Косинской трикотажной фабрики Министерства текстильной промышленности РСФСР, гор. Москва | 3 ст. 21.04.1975 № 119806 2 ст. 17.03.1981 № 9198 1 ст. 23.05.1986 № 273  | [ ГС 8 ]  |
| 11 | Хохотва, Семён Васильевич      | 12.08.1930 — 14.08.2017 | Тракторист колхоза имени Горького Гуляйпольского района Запорожской области | 3 ст. 24.12.1976 № 180790 2 ст. 06.06.1984 № 16990 1 ст. 07.08.1991 № 912 | [ ГС 9 ]  |
| 12 | Хромей, Мелания Прокофьевна    | род. 04.07.1936         | Дрожжевод головного предприятия Ивано-Франковского производственного объединения хлебопекарной промышленности Министерства хлебопродуктов Украинской ССР                                                                 | 3 ст. 21.04.1975 № 58610 2 ст. 17.03.1981 № 16085 1 ст. 07.09.1990 № 808  |           |
| 13 | Хромцов, Борис Иванович        | род. 18.09.1939         | Слесарь-монтажник стапельных цехов производственного объединения «Северное машиностроительное предприятие» Министерства судостроительной промышленности СССР, гор. Северодвинск Архангельской области                    | 3 ст. 23.01.1978 № 201085 2 ст. 02.02.1984 № 24268 1 ст. 06.12.1990 № 849 | [ ГС 10 ] |
| 14 | Хрусталёв, Николай Алексеевич  | род. 29.08.1943         | Бригадир каменотёсов-гранитчиков специализированного управления № 37 треста по строительству набережных и мостов Главмосинжстроя Государственного комитета по гражданскому строительству и архитектуре при Госстрое СССР | 3 ст. 17.01.1975 № 1031 2 ст. 16.07.1980 № 4037 1 ст. 02.07.1986 № 452    | [ ГС 11 ] |